# Dysstroma decorata
Dysstroma decorata là một loài bướm đêm trong họ Geometridae.